# نیروی دریایی امپراتوری (فیلم)
نیروی دریایی امپراتوری انگلیسی: 連合艦隊, Rengo kantai، یک فیلم ژاپنی به کارگردانی شوئه ماتسوبایاشی (۱۹۸۱) است. این فیلم بازخوانی سقوط نیروی دریایی امپراتوری ژاپن است.